# Accord de libre-échange entre le Japon et le Mexique
L'accord de libre-échange entre le Japon et le Mexique est un accord de libre-échange signé le 17 septembre 2004 et qui est entré en application en avril 2005,. 
Un accord visant à amender cet accord est signé le 22 septembre 2011 et entré en vigueur le 1er avril 2012.

## Contenu
L'accord vise pour 2015 une diminution de 96 % des droits de douane en valeur sur 90 % des types de marchandises échangés entre les deux pays. Il porte sur la suppression de l'ensemble des droits de douane en dehors de certains produits agricoles et sur certains véhicules. C'est le second accord de libre-échange que signe le Japon et le premier qui concerne la libéralisation des droits de douane japonais sur certains produits agricoles, notamment la viandes et les oranges. L'accord inclut également des dispositions sur les normes sanitaires, sur les protections des investissements ou sur les marchés publics. 